# Scambus sagax
Scambus sagax är en stekelart som först beskrevs av Hartig 1838.  Scambus sagax ingår i släktet Scambus och familjen brokparasitsteklar. Arten är reproducerande i Sverige. Inga underarter finns listade i Catalogue of Life.